# Malacosarcus macrostoma
Malacosarcus macrostoma is een  straalvinnige vissensoort uit de familie van doornvissen (Stephanoberycidae). De wetenschappelijke naam van de soort is voor het eerst geldig gepubliceerd in 1878 door Günther.